# Valter Lindström
Valter Axel Olle Lindström (Stoccolma, 4 febbraio 1995) è un ex cestista svedese.

## Palmarès
- Campionato svedese: 1

Södertälje: 2018-19